# Tennis Channel Open 1994
Il Tennis Channel Open 1994 è stato un torneo di tennis giocato sul cemento.
È stata la 7ª edizione del Tennis Channel Open,che fa parte della categoria World Series nell'ambito dell'ATP Tour 1994.
Si è giocato a Scottsdale in Arizona dal 21 al 28 febbraio 1994.

## Campioni

### Singolare
Andre Agassi ha battuto in finale  Luiz Mattar con il punteggio di 6–4, 6–3.

### Doppio
Jan Apell /  Ken Flach hanno battuto in finale  Alex O'Brien /  Sandon Stolle con il punteggio di 6–0, 6–4.